# Luktvaxskivling
Luktvaxskivling (Hygrocybe quieta) är en svampart som först beskrevs av Robert Kühner, och fick sitt nu gällande namn av Rolf Singer 1951. Luktvaxskivling ingår i släktet Hygrocybe och familjen Hygrophoraceae. Arten är reproducerande i Sverige. Inga underarter finns listade i Catalogue of Life.